# Trent Pankewicz
Trent Pankewicz (né le 25 février 1968 à Drayton Valley, dans la province de l'Alberta au Canada) est un joueur professionnel canadien de hockey sur glace.

## Carrière en club
En 1992, il commence sa carrière avec les Storm de Toledo dans la East Coast Hockey League. 

## Statistiques
| Saison    | Équipe                       | Ligue      |    | Saison régulière | Saison régulière | Saison régulière | Saison régulière | Saison régulière |   | Séries éliminatoires | Séries éliminatoires | Séries éliminatoires | Séries éliminatoires | Séries éliminatoires |
| Saison    | Équipe                       | Ligue      | PJ | B                | A                | Pts              | Pun              | PJ               | B | A                    | Pts                  | Pun                  |                      |                      |
| 1988-1989 | Paper Kings de Powell River  | LHJCB      | 60 | 45               | 58               | 103              | 311              | -                | - | -                    | -                    | -                    |                      |                      |
| 1989-1990 | Seawolves d'Alaska Anchorage | WCHA       | 28 | 8                | 8                | 16               | 0                | -                | - | -                    | -                    | -                    |                      |                      |
| 1990-1991 | Seawolves d'Alaska Anchorage | WCHA       | 40 | 18               | 17               | 35               | 81               | -                | - | -                    | -                    | -                    |                      |                      |
| 1991-1992 | Seawolves d'Alaska Anchorage | WCHA       | 33 | 10               | 23               | 33               | 54               | -                | - | -                    | -                    | -                    |                      |                      |
| 1992-1993 | Storm de Toledo              | ECHL       | 71 | 1                | 6                | 7                | 6                | -                | - | -                    | -                    | -                    |                      |                      |
| 1992-1993 | Cherokees de Knoxville       | ECHL       | 32 | 14               | 20               | 34               | 101              | -                | - | -                    | -                    | -                    |                      |                      |
| 1993-1994 | Blazers d'Oklahoma City      | LCH        | 61 | 30               | 46               | 76               | 154              | 7                | 1 | 2                    | 3                    | 2                    |                      |                      |
| 1994-1995 | Blazers d'Oklahoma City      | LCH        | 54 | 16               | 32               | 48               | 129              | -                | - | -                    | -                    | -                    |                      |                      |
| 1995-1996 | Wildcats de Drayton Valley   | Chinook HL | 19 | 20               | 25               | 45               | 0                | -                | - | -                    | -                    | -                    |                      |                      |
| 2003-2004 | Wildcats de Drayton Valley   | Chinook HL | 19 | 7                | 14               | 21               | 26               | -                | - | -                    | -                    | -                    |                      |                      |